# ایکر رومرو
ایکر رومرو (اسپانیایی: Iker Romero‎؛ زادهٔ ۱۵ ژوئن ۱۹۸۰) بازیکن هندبال اهل اسپانیا است.
از باشگاه‌هایی که در آن بازی کرده‌است می‌توان به باشگاه هندبال بارسلونا اشاره کرد.